# Hymba
Hymba (ukr. Гимба, inne nazwy zob. niżej) – szczyt w paśmie Połoniny Borżawskiej położony w rejonie chuściańskim ukraińskiego obwodu zakarpackiego.

## Geografia
Hymba położona jest w głównym grzbiecie Połoniny Borżawskiej. Wznosi się na wysokość 1491 m n.p.m. (1491,0 m) przy wybitności 47 m i izolacji 2 km. Sąsiednie wierzchołki to mało wybitny szczyt Mała Hymba (na północnym zachodzie, wysokość 1416 m n.p.m., odległość ok. 800 m) oraz Magura Żydowska (na południowym wschodzie, 1517 m n.p.m., ok. 2100 m). Pomiędzy tą ostatnią a Hymbą znajdują się jeszcze dwa niewybitne wzniesienia przekraczające kolejno 1460 i 1470 m n.p.m. (grzbiet Midianycia).
Około 350 m na zachód od wierzchołka, w pobliżu przełączki oddzielającej Hymbę od Małej Hymby w zagłębieniu w głównym grzbiecie znajduje się niewielkie jeziorko (22 x 11 m, maksymalna głębokość 35 cm), z którego uchodzi ciek będący jednym ze źródeł rzeki Borżawy. Południowe zbocza odwadnia właśnie rzeka Borżawa powstająca z połączenia szeregu mniejszych strumieni. Na stokach północnych swoje źródła mają potoki Mała Płoszanka (na zachodzie) i Pyłypczyk (na wschodzie) – dopływy Rypenki (dorzecze Riki). Górne piętro dolinki potoku Mała Płoszanka stanowi kocioł lodowcowy o nazwie Jama (Яма).
Szczyt Hymby nie jest pokryty wysoką roślinnością, wobec czego panorama z niego co do zasady jest niezakłócona. Rozległy widok jest poniekąd ograniczony przez fakt, że Połonina Borżawska jest dość znacznie oddalona od innych pasm górskich. Od południowego zachodu po północny zachód widok przesłania poprzeczne, najwyższe ramię Połoniny Borżawskiej ze Stojem i Wielkim Wierchem. Przesuwając się w prawo, dostrzec można na dalszym planie szczyty Bieszczadów (Wielka Rawka, Pikuj, Tarnica) i Beskidów Skolskich (m.in. Trościan, Magura). Na północnym wschodzie i wschodzie widoczne są liczne wierzchołki Gorganów (Mołoda, Grofa, Ihrowiec, Wielka Sywula, Negrowiec czy Strymba). Na południowym wschodzie, w oddali, teoretycznie możliwe jest dostrzeżenie najwyższych wzniesień Świdowca (Unhariaska, Bliźnica). Nieco bliżej znajduje się pasmo Połoniny Czerwonej (Syhłański, Gropa, Manczuł). Dwa ostatnie szczyty rozdziela sąsiadująca z Hymbą Magura Żydowska. Ciąg dalszy pasma Połoniny Borżawskiej ze szczytem Kuk widoczny jest, przesuwając wzrok ku południu.  Na południu istnieje niezakłócona linia wzroku do licznych pasm Karpat Rumuńskich, choć odległość od nich wynosi nie mniej niż 80 km, a w niektórych przypadkach nawet powyżej 200 km. Panoramę na południowym zachodzie domyka widok na pasmo Wielkiego Działu z kulminacją Bużory.

## Ochrona przyrody i turystyka
Hymba nie jest objęta żadną wielkopowierzchniową formą ochrony przyrody. Jeziorko znajdujące się na zachód od szczytu zostało w 2011 roku uznane za „hydrologiczny pomnik przyrody o znaczeniu lokalnym” o powierzchni 2,34 ha.
Na Hymbę prowadzą dwa piesze szlaki turystyczne:
- Zakarpacki Szlak Turystyczny biegnący głównym grzbietem Połoniny Borżawskiej
  - na Wielki Wierch (4 km, ↕1,5 h)[10][11]
  - na Magurę Żydowską (2,2 km, ↕40 min.)[12][13],
- ze wsi Pyłypeć (5,5 km, ↓1,5 h)[10],
  -  wariant zachodni doliną potoku Płoszanka[1][2].

Na szczyt dociera także droga kołowa wykorzystywana przez samochody terenowe i quady oraz szlak rowerowy z Pyłypca, a ponadto na północnych zboczach Hymby urządzono liczne trasy rowerowe. Na tym samym terenie zlokalizowana jest stacja narciarska z szeregiem wyciągów, z których najdłuższe docierają na wysokość ok. 1160 (kolej krzesełkowa) i 1120 m n.p.m. (wyciąg orczykowy). Góra jest także wykorzystywana do uprawiania paralotniarstwa.

## Nazwa
Nazwa szczytu występuje równolegle w wielu wariantach, przede wszystkim jako Гимба (Hymba), ale też Гемба (Hemba), Ґимба (Gymba) bądź Ґемба (Gemba).
W języku ukraińskim funkcjonuje wyraz pospolity ґемба (gemba) stanowiący zapożyczenie z języka polskiego (por. gęba) oznaczający tyle co „usta”, „warga”, jednak nacechowany negatywnie – w przeciwieństwie do neutralnego губа (huba).

## Galeria

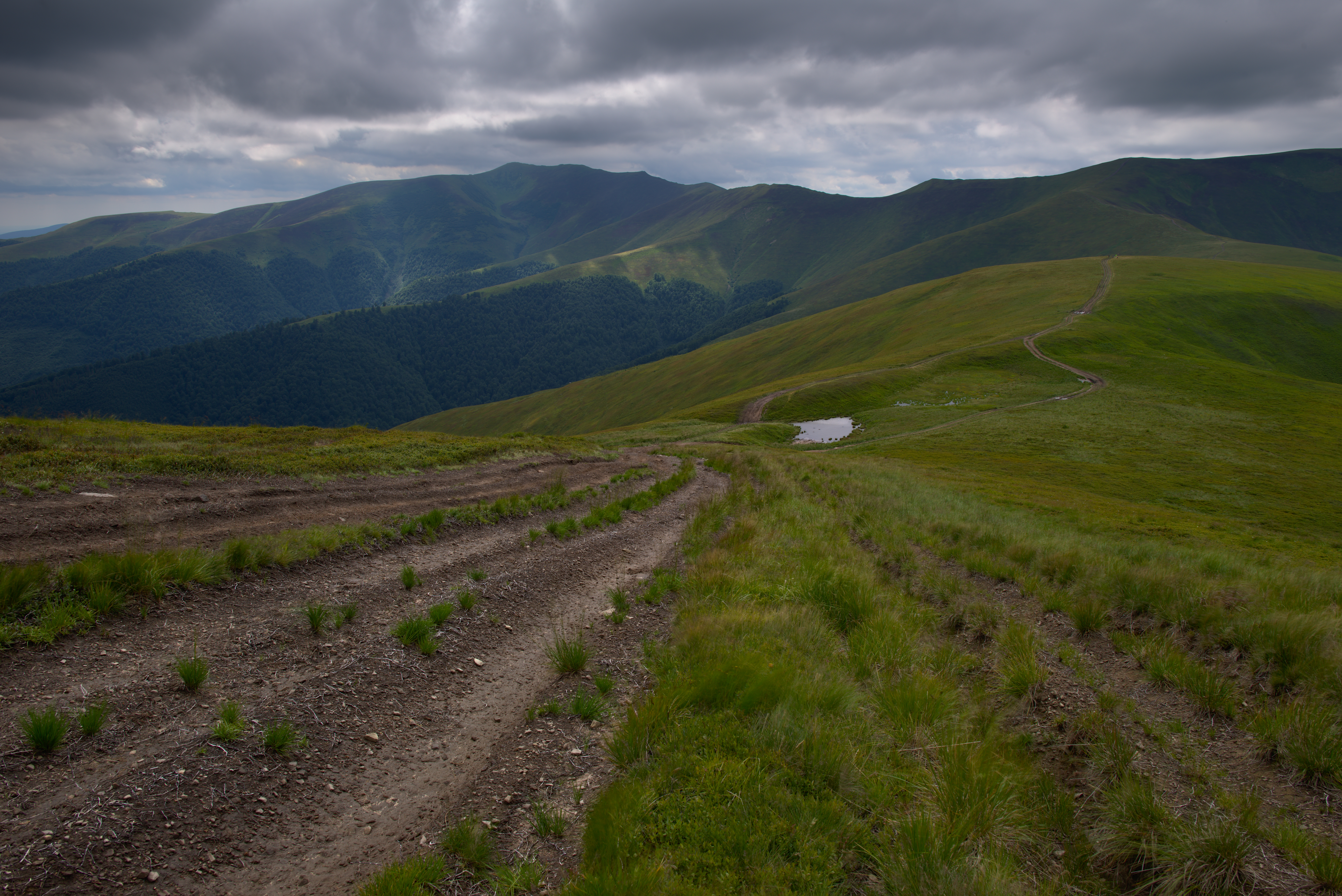
Widok z Hymby na północny zachód, w kierunku Wysokiego Wierchu
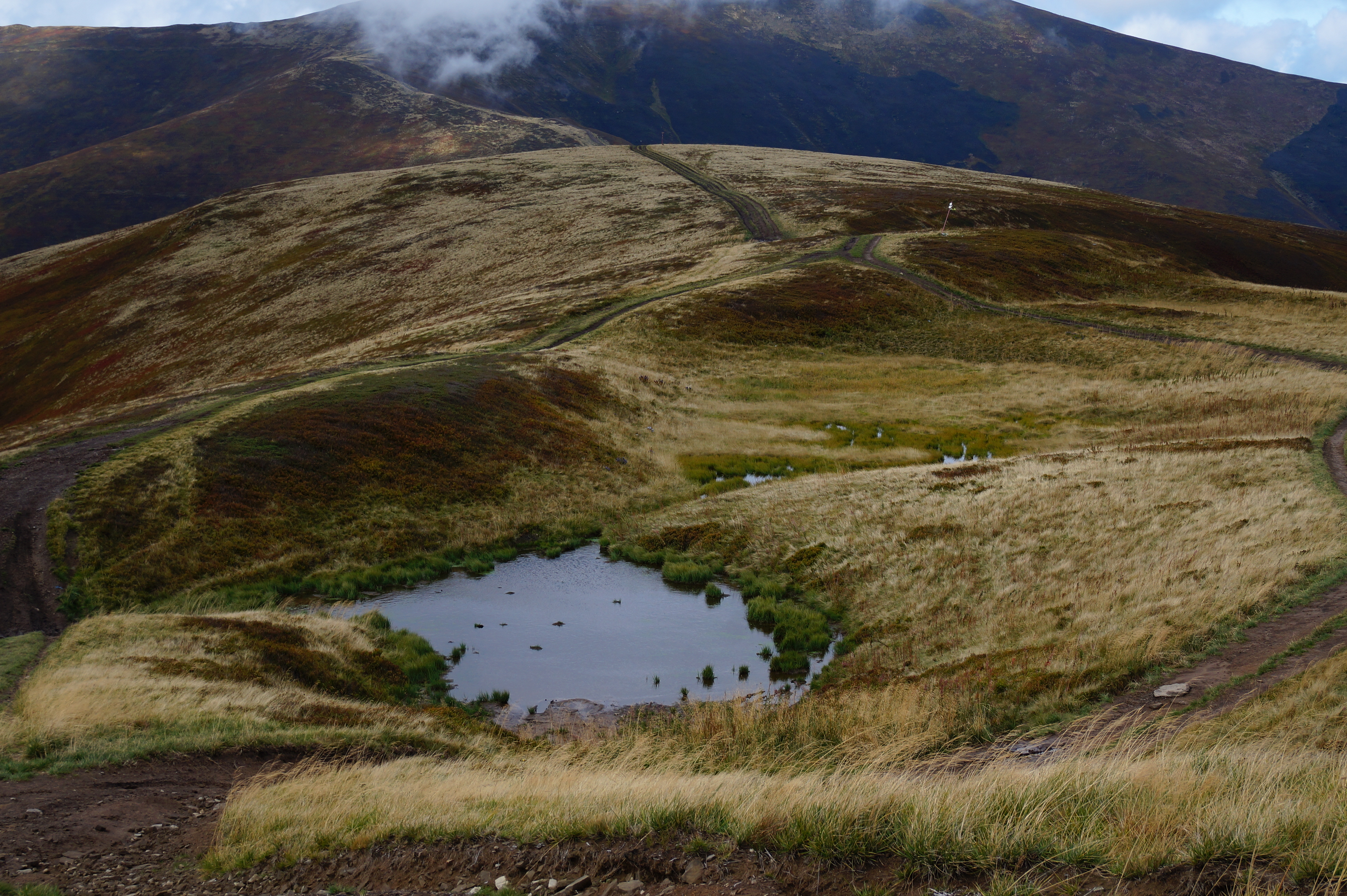
Jeziorko-pomnik przyrody. Po lewej stronie widoczny wypływ potoku
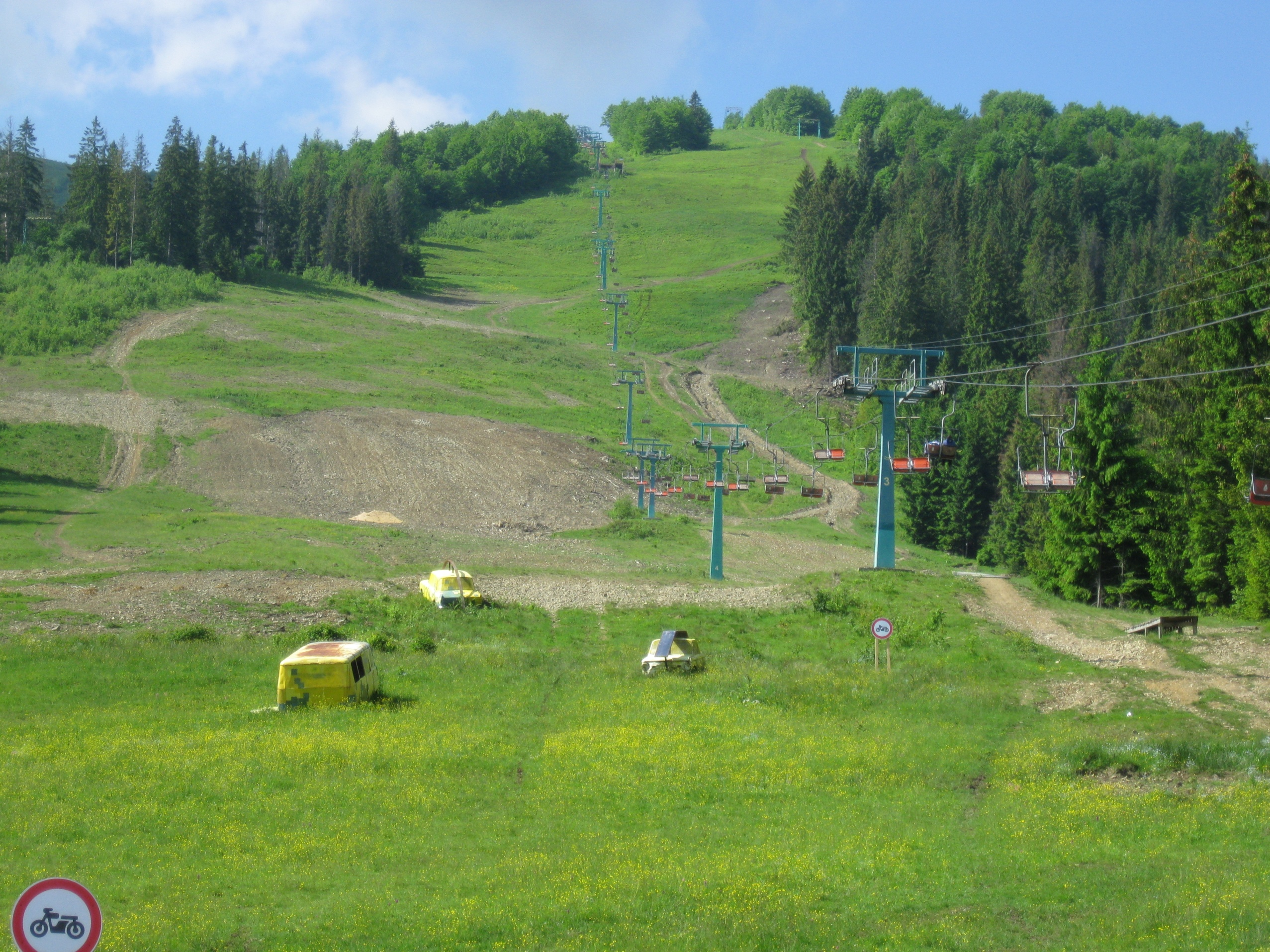
Wyciąg krzesełkowy
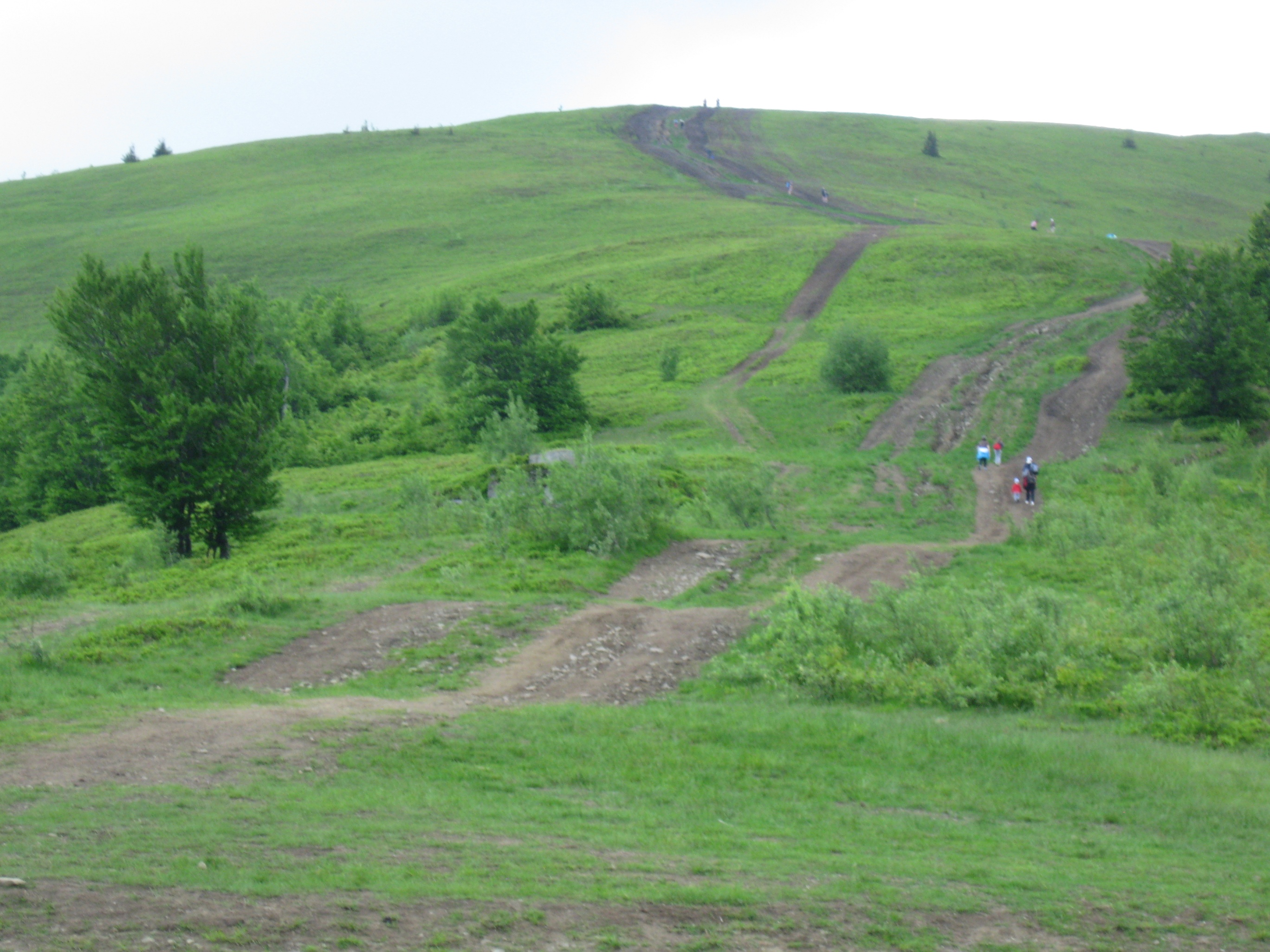
Podejście od strony północnej